# Veronica bellidioides
Veronica bellidioides  es una especie de planta dicotiledónea del género Veronica de la familia Plantaginaceae.

## Historia
Fue descrita científicamente por primera vez por Carl von Linné.